# Caryophanon
Caryophanon ist eine Bakterien-Gattung. Dazu gehören mehrzellige relativ große, peritrich begeißelte, grampositive Bakterien. Die Individuen sind etwa zylindrisch mit sich etwas verjüngenden Enden, Durchmesser etwa 1,4 bis 3,2 µm, Länge etwa 10 bis 20 µm, und sie bestehen aus einer Reihe von kurzen Zellen, die 1,0 bis 2,0 µm lang sind. Sie wachsen in die Länge, indem sich über die gesamte Länge des mehrzelligen Individuums die Einzelzellen querteilen, wobei die Teilungsebene senkrecht zur Längsachse des Individuums steht, so dass die Zellen immer nur einreihig angeordnet sind. In den Zellen können jeweils bis zu 5 Querwände zugleich gebildet werden. Die mehrzelligen Individuen vermehren sich durch Querteilung in der Mitte in jeweils zwei mehrzellige Tochterindividuen. Endosporen werden nicht gebildet.
Die Vertreter der Gattung Caryophanon haben ein Temperaturoptimum des Wachstums bei 25 bis 30 °C (sind also mesophil), sind strikt aerob und chemo-organotroph. Einfache, niedermolekulare Fettsäuren, vor allem Essigsäure, werden als Hauptenergiequelle oxidativ abgebaut.
Von der Gattung Caryophanon sind zwei Arten bekannt. Caryophanon latum kommt in frischem Rinderkot vor, in dem es sich schnell zu einer Massenpopulation entwickelt, die nach Erschöpfen der Hauptenergiequellen (niedere Fettsäuren) bald wieder verschwindet. In Kultur wächst es nur in komplexen Nährmedien, die typische Gestalt wurde in Kultur nur beobachtet, wenn die Kulturmedien Rinderkotextrakte enthielten.
Bestimmte Stämme bilden die Restriktionsendonuklease ClaI, die in der Molekularbiologie eingesetzt wird.